# Rinat Safin
Rinat Ibraguímovich Safin –en ruso, Ринат Ибрагимович Сафин– (Bolshiye Yaki, 29 de julio de 1940-Kirishi, 22 de octubre de 2014) fue un deportista soviético que compitió en biatlón.
Participó en los Juegos Olímpicos de Sapporo 1972, obteniendo una medalla de oro en la prueba por relevos. Ganó seis medallas en el Campeonato Mundial de Biatlón entre los años 1967 y 1973.
Fue galardonado con la Orden de la Insignia de Honor (1972) y la Medalla de la Distinción Laboral (1969).

## Palmarés internacional
| Juegos Olímpicos   | Juegos Olímpicos             | Juegos Olímpicos | Juegos Olímpicos |
| Año                | Lugar                        | Medalla          | Prueba           |
| ------------------ | ---------------------------- | ---------------- | ---------------- |
| 1972               | Sapporo (Japón)              | Medalla de oro   | Relevo           |
| Campeonato Mundial |                              |                  |                  |
| Año                | Lugar                        | Medalla          | Prueba           |
| 1967               | Altenberg (RDA)              | Medalla de plata | Relevo           |
| 1969               | Zakopane (Polonia)           | Medalla de oro   | Relevo           |
| 1969               | Zakopane (Polonia)           | Medalla de plata | Individual       |
| 1970               | Östersund (Suecia)           | Medalla de oro   | Relevo           |
| 1971               | Hämeenlinna (Finlandia)      | Medalla de oro   | Relevo           |
| 1973               | Lake Placid (Estados Unidos) | Medalla de oro   | Relevo           |